# Ragnar Falk
Ragnar Emanuel Falk, född 16 mars 1903 i Göteborg, död där 16 augusti 1977, var en svensk konstnär.
Han var son till kopparslagaren August Hermansson Falk och Bernhardina Falk och från 1926 gift med  Eleonora Josefina Andersson samt far till Per Falk, Lars Falk, Bo Falk, Kjell Falk, Jonas Falk och Niklas Falk. 
Falk studerade vid Slöjdföreningens skola i Göteborg 1927–1931 Han ställde ut separat ett flertal gånger i Göteborg och en gång på Modern konst i hemmiljö i Stockholm. Bland hans offentliga arbeten märks dekorativa al secco målningar i KA 4:s kaserner i Göteborg och på Lantmannaskolan i Ödsmål. Falk var i början av 1930-talet medlem i en kamratkrets där även Torsten Billman och Åke Winnberg ingick. Hans konst består av stilleben, porträtt, landskap och förstadsskildringar.
Falk är representerad vid Göteborgs konstmuseum[källa behövs]  med en landskapsmålning.
Ragnar Falk är begravd på Västra kyrkogården i Göteborg.